# Quận Carroll, Virginia
Quận Carroll là một quận thuộc tiểu bang Virginia, Hoa Kỳ.
Quận này được đặt tên theo Charles Carroll, một người ký tuyên ngôn độc lập Mỹ. Theo điều tra dân số của Cục điều tra dân số Hoa Kỳ năm 2000, quận có dân số 29.245 người. Quận lỵ đóng ở Hillsville6. Quận được lập năm 1842 từ quận Grayson..

## Địa lý
Theo Cục điều tra dân số Hoa Kỳ, quận có diện tích 478 dặm vuông Anh (1.238,0 km2), trong đó có 1 dặm vuông Anh (2,6 km2) là diện tích mặt nước.

### Quận giáp ranh
- Quận Galax, Virginia - tây
- Quận Grayson, Virginia - tây
- Quận Wythe, Virginia - tây bắc
- Quận Pulaski, Virginia - bắc
- Quận Floyd, Virginia - đông bắc
- Quận Patrick, Virginia - đông nam
- Quận Surry, North Carolina - nam

## Thông tin nhân khẩu
Theo điều tra dân số 2 năm 2000, quận đã có dân số 29.245 người, 12.186 hộ gia đình, và 8.786 gia đình sống trong quận này. Mật độ dân số là 61 người trên một dặm vuông (24/km ²). Có 14.680 đơn vị nhà ở mật độ trung bình của 31 trên một dặm vuông (12/km ²). Cơ cấu điểm chủng tộc của dân cư quận gồm có 97,97% người da trắng, 0,44% da đen hay Mỹ gốc Phi, 0,14% người Mỹ bản xứ, 0,10% ở châu Á, 0,82% từ các chủng tộc khác, và 0,53% từ hai hoặc nhiều chủng tộc. 1,64% dân số là người Hispanic hay Latino thuộc một chủng tộc nào.
Có 12.186 hộ, trong đó 27,80% có trẻ em dưới 18 tuổi sống chung với họ, 59,70% là đôi vợ chồng sống với nhau, 8,60% có một chủ hộ nữ và không có chồng, và 27,90% là các gia đình không. 25,40% hộ gia đình đã được tạo ra từ các cá nhân và 12,20% có người sống một mình 65 tuổi hoặc lớn tuổi hơn là người. Cỡ hộ trung bình là 2,36 và cỡ gia đình trung bình là 2,80.
Trong quận, độ tuổi dân số đã được trải ra với 21,10% dưới độ tuổi 18, 7,20% 18-24, 28,00% 25-44, 26,70% từ 45 đến 64, và 17,00% từ 65 tuổi trở lên đã được những người. Độ tuổi trung bình là 41 năm. Đối với mỗi 100 nữ có 97,20 nam giới. Đối với mỗi 100 nữ 18 tuổi trở lên, đã có 94,10 nam giới.
Thu nhập trung bình cho một hộ gia đình trong quận đã được $ 30.597, và thu nhập trung bình cho một gia đình là $ 36.755. Phái nam có thu nhập trung bình $ 25.907 so với 19.697 $ cho phái nữ. Thu nhập bình quân đầu người là 16.475 $. Có 8,70% của các gia đình và 12,50% dân số sống dưới mức nghèo khổ, bao gồm 15,70% những người dưới 18 tuổi và 14,10% của những người 65 tuổi hoặc hơn. 